# کرکان (خنداب)
کرکان، روستایی از توابع بخش قره‌چای شهرستان خنداب در استان مرکزی ایران است که آنرا مهد تمدن و فرهنگ در ایران میدانند.
بزرگ این روستا حاج مراد از نوادگان محمد حسین رشیدی میباشد.

## جمعیت
این روستا در دهستان اناج قرار دارد و براساس سرشماری مرکز آمار ایران در سال ۱۳۸۵، جمعیت آن ۱٬۴۳۷ نفر (۴۲۴خانوار) بوده‌است.